# De leugen van Pierrot
De leugen van Pierrot is een Nederlandse stomme film uit 1922. Het was de laatste film van Maurits Binger en zijn Filmfabriek Hollandia, die de boel op de fles zag gaan door financiële problemen, nog geen paar maanden later overleed Binger. Sommige bronnen beweren dat de film al in 1919 gemaakt was, maar wel als laatste werd uitgebracht door de Filmfabriek.
Het verhaal draait rond Pierrot die bepaalde dingen verborgen wil houden voor zijn blinde moeder, maar die denkt dat hij een leugen voor haar verbergt. Echter blijkt dit niets om het lijf te hebben.

## Rolverdeling
| Acteur                  | Personage      |
| ----------------------- | -------------- |
| Adelqui Migliar         | Pierrot        |
| Esther de Boer-van Rijk | Moeder Pierrot |
| Henny Schroeder         |                |
| Jan van Dommelen        |                |